# Marcela de San Félix
Marcela de San Félix (született Marcela del Carpio) (Toledo, 1605. május 8. – Madrid, 1688. január 9.) a trinitárius rend apácája, spanyol költő, dramaturg, színésznő. Úgy is ismert, mint Marcela del Carpio vagy Sor Marcela de San Félix.

## Élete
Lope de Vega spanyol író, költő, drámaíró és Micaela de Luján színésznő törvénytelen lánya, akit születésekor Marcela del Carpio néven anyakönyveztek ismeretlen szülők gyermekeként, mivel mindkét szülő házas volt valaki mással. Érdekesség, hogy ugyanebből a kapcsolatból született fiút (Lope Félix) Lope de Vega elismerte. Lope de Vega saját verseiben Camila Lucinda, Lucinda vagy Luscindaként utal a lányára. Marcelát és Lope Félixet egy szolgáló nevelte Toledóban, amikor meghalt Lope de Vega felesége, a költő 1613-ban Madridba költöztette a gyermekeit a saját házába.
Lope de Vega bár sokat foglalkozott Marcelával, meglehetősen zaklatott életet élt, hiszen tizenegy nőtől tizenhét gyermeke született. Marcela nem bírta elviselni apja életmódját, ezért tizenhat évesen (1621-ben) belépett a trinitárius rendbe. A rendház alig pár lépésre volt az apja házától. A rendbe belépve vette fel a Marcela de San Félix nevet.
A zárda calle de las Huertas felé néző falán állítottak neki emléktáblát, ahol ez a versrészlet olvasható: 
| Todo cuanto el mundo ofrece en sus vanas esperanzas apenas son apariencias pues, al comenzar, acaban. | Mindent mit e világ kínál hiábavaló vak remények csalfán tovatűnő képe, elkezdődik s’ már szinte vége. |

Marcela nagyon jó kapcsolatot ápolt édesapjával. Verseiben és vallásos témájú komédiáiban utánozta apját. Ezeket a darabokat elő is adták a zárdában, amelyekben Marcela maga is játszott.
Ötkötetnyi kézirat maradt utána és egy lelki vonatkozású életrajz. Ezekből négy kötetet és az önéletrajzot elégette a gyóntatója tanácsára. Versek és hat színpadi mű maradt meg.